# 午夜高原
79°53′S 156°15′E / 79.883°S 156.250°E
午夜高原（英語：Midnight Plateau）是南極洲的高原，位於奧次地，屬於達爾文山脈的一部分，海拔高度2,200米，威靈頓維多利亞大學的探險隊發現並在1962年12月27日踏足該高原。